# Momento de Deus
Momento de Deus é um álbum de estúdio da cantora brasileira Andrea Fontes e o primeiro com o selo MK Music, lançado em 2005. 
O álbum foi produzido por Melk Cavalhedo e Rogério Vieira e possui como destaque a música "Batismo no ônibus", além da regravação da música "Permissão de Deus". O álbum também conta com a participação de André Fontes na música "Deus Arrebenta".
Em 2008, o álbum recebeu Disco de Platina, pela venda de mais de 125 mil cópias

## Faixas
| #   | Título                     | Compositor                   | Duração |
| --- | -------------------------- | ---------------------------- | ------- |
| 1.  | "Momento de Deus"          | Vanilda Bordieri             | 5:28    |
| 2.  | "Me ame"                   | Suedson Damasceno            | 4:23    |
| 3.  | "Jesus em Jericó"          | Jorge Binah                  | 5:42    |
| 4.  | "Eu levantei"              | Suédson Damasceno            | 5:11    |
| 5.  | "Unção"                    | Marquinhos Nascimento        | 4:45    |
| 6.  | "Deus arrebenta"           | Jorge Binah                  | 3:23    |
| 7.  | "Eu venço"                 | Andrea Fontes/ Miguel Fontes | 4:18    |
| 8.  | "Espírito de Vida"         | Nilson Lins                  | 4:31    |
| 9.  | "Terra do Senhor "         | Silvinho Figueiredo          | 4:43    |
| 10. | "Barulho de glória"        | Ronaldo Martins              | 3:42    |
| 11. | "Facilitador do seu fluir" | Silvinho Figueiredo          | 4:43    |
| 12. | "Batismo no ônibus"        | Raimundo Neto                | 4:52    |
| 13. | "Permissão de Deus"        | Anderson Pontes              | 4:24    |

## Clipes
- Batismo no Ônibus
- Momento de Deus